# Dollywood

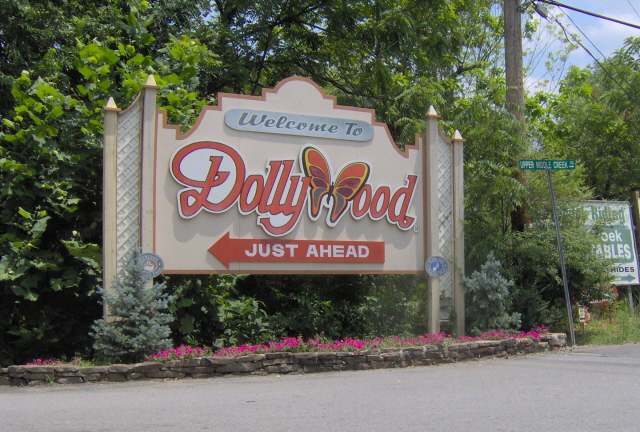
Il cartello d'ingresso

Dollywood è un parco divertimenti fondato dalla cantante country Dolly Parton nel 1986, di proprietà congiunta di Parton e della Herschend Family Entertainment Corporation. Si trova a Pigeon Forge, in Tennessee. A Dollywood fanno capo diverse altre attività sia commerciali che benefiche. Con oltre 3000 impiegati, Dollywood è il più rilevante datore di lavoro dell'area. Il parco ha oltre 2 milioni di visitatori ogni anno, anche grazie alla presenza nella stessa zona del celebre parco nazionale delle Smoky Mountains, che è il parco nazionale più visitato degli Stati Uniti. Il parco comprende attrazioni tradizionali da parco divertimenti ma anche negozi di artigianato locale, e viene utilizzato come sede per eventi musicali (in alcuni casi anche concerti della Parton) e di altro genere.
Fra le attività secondarie che fanno capo a Dollywood ci sono il Dollywood's Splash Country (un parco acquatico anch'esso situato a Pigeon Forge) e la catena di teatri-ristorante Dixie Stampede, presente a Pigeon Forge, a Myrtle Beach (Carolina del Sud) e a Branson (Missouri).
Parte dei proventi delle strutture di Dollywood è destinato ad attività benefiche attraverso la Dollywood Foundation, una fondazione che si occupa principalmente dell'alfabetizzazione dei bambini. La Dollywood Foundation gestisce un programma chiamato Imagination Library, che prevede l'invio gratuito di un libro al mese a tutti i bambini di età inferiore ai 6 anni residenti nelle tre aree in cui sono presenti le attività di Dollywood (Pigeon Forge, Myrtle Beach e Branson).
È stato "il lavoro estivo" di Sue Heck in The Middle